# René Allexandre
René Allexandre – francuski łucznik, mistrz świata.

## Wyniki
| Impreza   | Rok   | Miejsce | Konkurencja | Pozycja |                    |      |      |               |      |
| --------- | ----- | ------- | ----------- | ------- | ------------------ | ---- | ---- | ------------- | ---- |
| Impreza   | Rok   | Miejsce | Konkurencja | Pozycja | Mistrzostwa świata | 1931 | Lwów | indywidualnie | brąz |
| drużynowo | złoto |         |             |         | Mistrzostwa świata | 1931 | Lwów |               |      |